# جاك فوتس
جاك فوتس (بالإنجليزية: Jack Fouts)‏ هو مدير فني أمريكي، ولد في 7 سبتمبر 1925 في آكرون في الولايات المتحدة، وتوفي في 1 مارس 2012.